# Свети Никола (Дрен, Прилепско)
Вижте пояснителната страница за други значения на Свети Никола.
„Свети Никола“ (на македонска литературна норма: „Свети Никола“) е православна възрожденска църква в прилепското село Дрен, Северна Македония. Църквата е под управлението на Преспанско-Пелагонийската епархия на Македонската православна църква.
Църквата е гробищен храм, разположен на два километра югоизточно от селото. Изградена е в 1866 година. В 2003 – 2005 година, според ктиторския надпис е обновена от Милорад Андоноски и селското население. В архитектурно отношение е еднокорабен храм с полукръгла апсида на изток. Има красив оригинален възрожденски рисуван иконостас. Касетираният таван също е оцветен и в средата му е изписан Бог Саваот.